# Nigel (obispo de Ely)
Nigel (c. 1100-1169) (a veces mencionado como Nigel el pobre o Nigel de Ely) fue un obispo anglonormando de Ely. Provenía de una familia dedicada a la iglesia, su tío Roger de Salisbury era obispo y ministro del gobierno del rey Enrique I de Inglaterra, y otros de sus familiares también ocuparon cargos en la iglesia y el gobierno inglés. Nigel le debía el ascenso a su tío, al igual que Alejandro (obispo de Lincoln, considerado por algunos historiadores como probable hermano de Nigel, aunque lo único claro es que los dos eran sobrinos de Roger), a quien le agradaba que su sobrino alcanzara la condición episcopal. Nigel fue educado en el continente antes de convertirse en administrador real, se desempeñó como tesorero de Inglaterra bajo el reinado de Enrique I, antes de ser nombrado para la sede u obispado de Ely en 1133. Su mandato estuvo marcado por los conflictos que tuvo con los monjes del cabildo catedralicio, que creían que Nigel retenía para él los ingresos que deberían de haber sido para ellos, estos hechos se describen en el Liber Eliensis, una crónica religiosa que fue escrita, aparentemente, por un monje de Ely.
Tras el ascenso al trono del sucesor de Enrique I, Esteban, Nigel permaneció como tesorero por un breve tiempo hasta que su familia fue expulsada de la oficina política del nuevo rey. Nigel se rebeló, desertó y se unió a Matilde, la rival de Esteban, pero finalmente se reconcilió con el rey. A pesar de que posteriormente ocupó algunos puestos administrativos menores, nunca desempeñó un alto cargo bajo el reinado de Esteban. A la muerte del rey, Nigel volvió a ser tesorero para su sucesor, Enrique II. En su segundo período como tesorero regresó a las prácticas administrativas de Enrique I. Se retiró de la mayor parte de su actividad pública alrededor de 1164, después de ser afectado por una parálisis. Le sucedió como tesorero su hijo, Richard FitzNeal, a quien había entrenado en las operaciones del Ministerio de Hacienda o del Tesoro de Inglaterra. La mayoría de los historiadores, de entonces y ahora, han descrito las capacidades administrativas de Nigel como excelentes, se considera incluso que fue más talentoso como administrador que como una figura religiosa.